# 環境管理型権力
環境管理型権力（かんきょうかんりがたけんりょく）とは、相手を従わせるのではなく、相手が自ら望む行動を取ることが、社会にとっても優れている行動（社会の生産性を上げる行動）になるように、人間を創り変えることで、誰もが支配されているとは思わず、皆、自ら楽しんで生きていると思いながら、その実は権力に全て操作された人々として、人々が生きる社会。テーマパーク化される未来型社会のモデル。従来の権力としては規律訓練型権力があげられる。